# Antimima cryptica
Antimima cryptica är en fjärilsart som beskrevs av Turner 1917. Antimima cryptica ingår i släktet Antimima och familjen tandspinnare. Inga underarter finns listade i Catalogue of Life.